# Интравенска урографија
Интравенска урографија (ИВУ) позната и као интравенска пијелографија (ИВП)  је дијагностичка процедура која користи рендген зрачење и контрастно средство која помаже да се прикаже и прегледа функција органа уринарног тракта,  облик, величина, положај, број, функционална способност, а често и аномалности грађе бубрега, пијелокаликсног система, уретера и мокраћне бешике. Према начину примене контарстног средства ИВУ може бити ињекциона или инфузиона.
Применом ИВУ застој у излучивању бубрега може се установити на основу кашњења у појави контрастног материјала или негативног нефрограма, кашњења у дренажи мокраће, разблаживања контрастног средства или равномерног губитка кортекса.

## ИВУ некад и сад
Историјски гледано, интравенска урографија (ИВУ) је била радиографски модалитет избора за неинвазивну процену уринарног тракта, а до недавно се сматрала и златним стандардом за снимање код акутне бубрежне колике. Међутим, како поступак има значајне недостатке:
- нефротоксичност контрастног средства,
- контраиндикован је у трудноћи,

- бубрези се можда неће видети у случајевима тешке опструкције код које је измењена  брзина гломеруларне филтрације (ГФР) која можда неће дозволити излучивање контрастног материјала.

Сви ови недостаци довеле су до замене ИВУ компјутеризованом томографијом (КТ), ултразвуком (УЗ) и магнетном резонантном томографијим (МРТ) у многим случајевима.
Такође како ова метода снимања, комбинује анатомску тачност са квалитативним информацијама о бубрежној функцији и опструкцији, ИВУ се сада ретко користи у процени педијатријских пацијената са опструктивном уропатијом и замењен је сонографијом и сцинтиграфијом.  